# ソースティン・ヴェブレン
ソースティン・ヴェブレン（Thorstein Bunde Veblen、1857年7月30日 - 1929年8月3日）は、19世紀・20世紀初頭期のアメリカの経済学者・社会学者である。

## 来歴
ウィスコンシン州ケイトーにノルウェー移民の家庭に生まれる。12人の子どもの第6子で母語はノルウェー語だったが、近所の人たちとのやり取りで英語をマスターした。8歳の時に一家はミネソタ州ナースランドのノルウェー移民の開拓地に移住し、そこで父親は治療師を兼ねていた。
やがて将来は牧師にしたいという父親の希望もあり、1874年にミネソタ州のカールトン・カレッジ・アカデミー（現在のカールトン・カレッジ）に入学。ここでジョン・ベイツ・クラークに経済学と哲学の手ほどきを受ける。カールトン・カレッジを卒業して1年もの間ルーテル派の学校（アカデミー）で数学を教えるも、1881年にジョンズ・ホプキンズ大学に遊学。ここでは論理学者・数学者・記号論のチャールズ・サンダース・パースの指導を受け、翌1882年にイェール大学大学院に入る。イェール大学ではウィリアム・サムナーに師事し、特にスペンサー流の社会的ダーウィニズム思想や社会階層に関する議論を教えられた。1884年にイェール大学より博士論文「因果応報説の倫理学的基礎」で博士号を取得。しかしアカデミズムでポストをなかなか得られず、アイオワ州ステイシーヴィルにあった父親の農場で起居する暮らしが続いた。ようやく1891年になってジェームス・ローレンス・ラフリンの斡旋でコーネル大学の講師となり、翌1892年にシカゴ大学経済学部が開設されると、経済学部長となったラフリンの誘いでシカゴ大学ティーチングフェローとなる。以後1900年に助教授に昇進し、シカゴ大学在籍中に『有閑階級の理論』（1899年）・『企業の理論』（1904年）を出版した。
1906年にスタンフォード大学へ移り准教授、更にハーバート・ダベンポートの誘いで1910年にミズーリ大学経済学部へと移った。第一次世界大戦が始まった1914年にノルウェーを訪れ、翌1915年『ドイツ帝国と産業革命』を出版。その後ウッドロウ・ウィルソン大統領の政策スタッフに起用され、ニューヨークで雑誌『ダイヤル』の編集者となるも編集方針を巡って辞職。デューイらとともにニュースクールの創設メンバーとなり教員も務めるが、1927年に職を辞するとカリフォルニア州のパロアルト（Palo Alto）の山荘に引きこもった。1929年8月3日にパロアルトで死去（72歳）、世界恐慌の切っ掛けとなった暗黒の木曜日はその82日後である。

## 家族・経験
- ソースティン・ヴェブレンは、父トーマス・アンダーソン・ヴェブレン、母カリ・ブンデの12人の子どもの第6子として生まれる。
- イェール大学からPh.D.を取ってからも、ノルウェー人の偏見や神学博士の偏見から就職できなかったが、6年の間、貪欲な読書ができた[要出典]。
- 1888年　中西部の上流家庭の娘であるエレン・ロルフ（Ellen Rolfe）と結婚する（1911年離婚）。
- 1914年　アンヌ・ブラッドリー（Ann Bradley）と再婚し2人の娘の継父となる（1920年妻死亡）。
- なお、数学者のオズワルド・ヴェブレンは彼の甥にあたる。

## 思想・業績

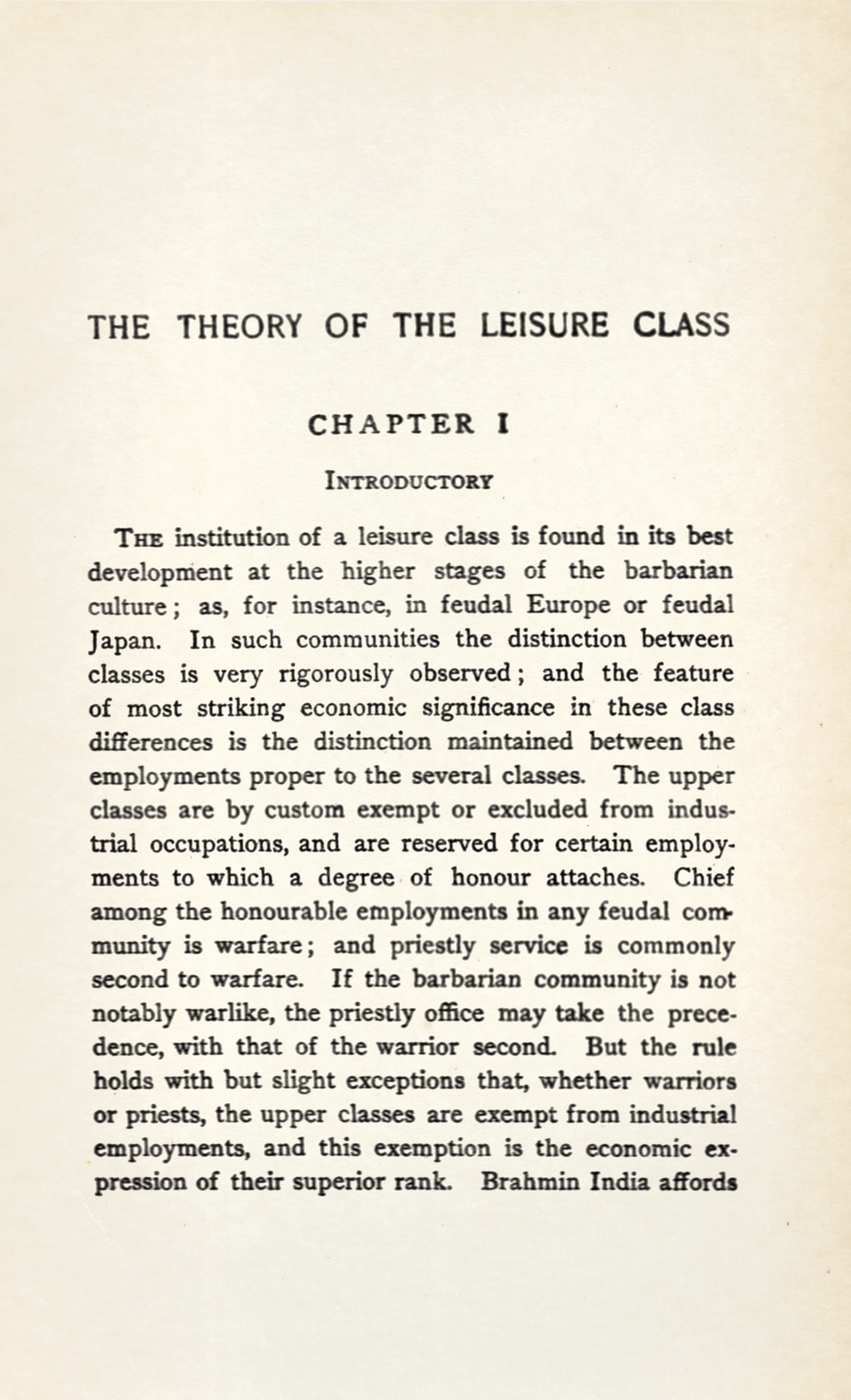
Theory of the leisure class, 1924

- ヴェブレンの、自分が生きた時代への批判は、マルクスとは異なった視点からの現代産業社会への分析となっている。

- 1899年の最初の著作『有閑階級の理論（The Theory of the Leisure Class）』では、いわゆる「黄金時代」(Gilded Age)の富豪たちの生活様式が人類学の言葉で説明され、彼らの邸宅・贅沢な調度品とパーティー・豪華な衣装は、野蛮人たちのポトラッチ・羽根飾り・狩猟・祭祀と同列に見なされている。ヴェブレンの超然とした記述は、客観的で抑制されているだけ、皮肉を鋭く感じさせる。[独自研究?]この本が当時の読書界に反響をおこしたのは、『誇示的消費（衒示消費、Conspicuous Consumption）』『誇示的余暇（衒示余暇、Conspicuous Leisure）』『金銭的競争（Pecuniary Emulation）』『代行消費（Vicarious Consumption）』などの新奇で印象深い用語とともに、こうした特異な文体に負うところが大きい。さらにヴェブレンが「見せびらかし」と断じた奢侈や余暇は、悪趣味と怠惰の汚名をかぶり、アメリカであからさまには享受できなくなってしまった。

- ヴェブレンは『営利企業の理論』（1904年）において、現代の産業を二分して分析している。すなわち、物を作る目的の産業(Industry)と、金儲けの手段としての営利企業(Business)との二分である。ビジネスは産業を推進せずに、むしろ産業を侵食していくというのが、ヴェブレンの資本主義論である。

- 『技術者と価格体制』（1921年）では、さらに進んで技術者の集団(Technocrat)のソヴィエトによって、生産を統制すべきであると主張した。社会資本は決して利潤追求の対象として市場の条件によって左右されてはならない。社会資本の各部門は、専門的知見にもとづき管理されなければならない。このような具体的な提言は、ヴェブレンの抱いていた急進的な改革思想をもっともよくあらわす。さらに、後のアドルフ・バーリやガーディナー・ミーンズによって採りあげられた「所有と経営の分離」の問題（1932年）が、すでにこの本で提出されている。

- ヴェブレンは制度派経済学の創始者と呼ばれる。私的所有より「社会資本」を考慮し、営利企業は産業体制を管理し消費者に消費財を公正に分配する任務には適していないと考えた点において、彼の学説は公認の経済学者のそれとは隔絶していた。
- ヴェブレンの知見は、大恐慌とアメリカでのケインズ学派の受容後に、再発見されたといった方がよい。最も早い時期（1936年）にヴェブレンを肯定的に紹介したのが、やはり異端の経済学者とみられていたホブスンであったことは興味深い。ヴェブレンの影響は、ジョン・ケネス・ガルブレイスなどに及んでいるが、まとまった学派をつくったとは言い難い。

## 著作
- en:The Theory of the Leisure Class, (1899).

大野信三 訳『有閑階級論』而立社、東京、1924年。
小原敬士 訳『有閑階級の理論』岩波書店、東京、1961年。ISBN 4-003-42081-0。
高哲男 訳『有閑階級の理論』筑摩書房、東京、1998年。ISBN 4-480-08416-9。
高哲男 訳『有閑階級の理論 : 附論経済学はなぜ進化論的科学でないのか』講談社、東京、2015年。ISBN 4-062-92308-4。
村井章子 訳『有閑階級の理論』筑摩書房、東京、2016年。ISBN 4-480-09750-3。
- The Theory of Business Enterprise, (1904).『事業の理論』

稲森佳夫 訳『企業の理論』南北書院、東京、1931年。
小原敬士 訳『企業の理論』勁草書房、東京、1965年。ISBN 4-326-50011-5。
- The Instincts of Worksmanship and the State of the Industrial Arts, (1914).

松尾博 訳『ヴェブレン経済的文明論 : 職人技本能と産業技術の発展』ミネルヴァ書房、京都、1997年。ISBN 4-623-02816-X。
- Imperial Germany and the Industrial Revolution, (1915).

『ドイツ帝国と産業革命』
- An Inquiry Into The Nature Of Peace And The Terms Of Its Perpetuation by Veblen, (1917).

『平和の本質にかんする研究』
- The Higher Learning In America: A Memorandum On the Conduct of Universities By Business Men, (1918).

『アメリカの高等学術』
- The Vested Interests and the Common Man, (1919).

猪俣津南雄 訳『特権階級論』新光社、東京、1925年。
- The Place of Science in Modern Civilization and other essays, (1919)

“『政治経済学通信』第８号 （翻訳）ヴェブレン「近代文明における科学の地位」” (PDF).   東京大学大学院経済学研究科 柴田ゼミナール. pp. 15 (2010年3月). 2010年9月29日閲覧。
- The Engineers and the Price System, (1921).

小原敬士 訳『技術者と価格体制』未来社、東京、1962年。
- Absentee Ownership and Business Enterprise in Recent Times: the case of America, (1923).

橋本勝彦 訳『世界全体主義大系. 第11 アメリカ資本主義批判』白揚社、東京、1940年。
- Essays in Our Changing Order, (1927).

『変わる現代の秩序』